# Sicyonis gossei
Sicyonis gossei is een zeeanemonensoort uit de familie Actinostolidae.
Sicyonis gossei is voor het eerst wetenschappelijk beschreven door Stephenson in 1918.